# Beauté fatale (film, 1987)
Pour les articles homonymes, voir Beauté fatale.
Pour plus de détails, voir Fiche technique et Distribution.
Beauté fatale (Fatal Beauty) est un film américain réalisé par Tom Holland et sorti en 1987. 

## Synopsis
Rita Rizzoli est une officier de la brigade des stupéfiants du Los Angeles Police Department. Elle est chargée de suivre la piste d'une cocaïne de mauvaise qualité, qui tue ses consommateurs. Jouant le rôle d'une prostituée, elle repère bientôt deux petits voyous qui, à force de meurtres, essaient de se faire une place dans la pègre locale. À l'origine, la chanteuse et actrice Cher était prévue pour interpréter le rôle de Rita Rizzoli.

## Fiche technique
- Titre français : Beauté fatale
- Titre original : Fatal Beauty
- Réalisation : Tom Holland
- Scénario : Bill Svanoe, Hilary Henkin et Dean Riesner
- Musique : Harold Faltermeyer
- Directeur de la photographie : David M. Walsh
- Société de production : Metro-Goldwyn-Mayer
- Pays de production :  États-Unis
- Genre : Comédie dramatique, action, policier, thriller
- Durée : 104 minutes
- Dates de sortie : 
  - États-Unis : 30 octobre 1987
  - France : 20 avril 1988

## Distribution
- Whoopi Goldberg (VF : Marie-Christine Darah) : Rita Rizzoli
- Sam Elliott (VF : Patrick Floersheim) : Mike Marshak
- Rubén Blades (VF : José Luccioni) : Carl Jimenez
- Harris Yulin (VF : Serge Lhorca) : Conrad Kroll
- Brad Dourif (VF : Éric Etcheverry) : Leo Nova
- Mike Jolly : Earl Skinner
- John P. Ryan (VF : Marc Cassot) : ke lieutenant Kellerman
- Charles Hallahan (VF : Patrick Poivey) : Getz
- James LeGros (VF : Jérôme Rebbot) : Zack Jaeger
- Clayton Landey : Jimmy Silver
- David Harris (en) (VF : Emmanuel Gomès Dekset) : Raphael
- Jennifer Warren (VF : Martine Messager) : Cecile Jaeger
- Fred Asparagus (VF : Alain Flick) : Delgadillo
- Mark Pellegrino : Frankenstein
- Celeste Yarnall : Laura